# شین مینهونگ
شین مینهونگ (انگلیسی: Xin Minhong؛ زادهٔ ۱۷ مهٔ ۱۹۷۹) بازیکن سافت‌بال زن اهل چین بود. در بازی‌های المپیک تابستانی ۲۰۰۴ شرکت کرده‌است.